# El Tronconal
El Tronconal är en ort i Mexiko.   Den ligger i kommunen Ebano och delstaten San Luis Potosí, i den centrala delen av landet, 290 km norr om huvudstaden Mexico City. El Tronconal ligger 20 meter över havet och antalet invånare är 156.
Terrängen runt El Tronconal är mycket platt. Runt El Tronconal är det ganska glesbefolkat, med 32 invånare per kvadratkilometer. Närmaste större samhälle är Ejido los Huastecos, 11,1 km väster om El Tronconal. Trakten runt El Tronconal består till största delen av jordbruksmark.